# Oleh Omeltschuk
Oleh Petrowytsch Omeltschuk (ukrainisch Олег Петрович Омельчук, internationale englische Schreibweise Oleh Omelchuk; * 7. Juni 1983 in Welyki Selyschtscha, Oblast Riwne, Ukrainische SSR) ist ein ukrainischer Sportschütze.
Omeltschuk ist seit 2002 als Sportlehrer im Ministerium für Familie, Jugend und Sport der Ukraine tätig.
Er absolvierte 2005 die Internationale Universität für Wirtschaft und Geisteswissenschaften (Міжнародний економіко-гуманітарний університет імені академіка Степана Дем'янчука) in Riwne mit Schwerpunkt Finanzen. Er gewann wiederholt die ukrainischen Meisterschaften und war Europa- und Weltmeister im Mannschaftswettbewerb der Junioren. In Peking belegte er 2008 bei den Olympischen Sommerspielen den 4. Platz.
Am 15. Juli 2019 wurde ihm vom Präsidenten der Ukraine der ukrainische Verdienstorden 3. Klasse verliehen.
Bei den Europaspielen in Minsk errang er mit der 10-m-Luftpistole Silber.
Bei den Olympischen Sommerspielen 2020 in Tokio errang er 2021 im Mixed-Wettbewerb mit der 10-m-Luftpistole gemeinsam mit Olena Kostewytsch die Bronzemedaille.